# Бријана Бенкс
Бријана Бенкс (енгл. Briana Banks; Минхен, Немачка, 21. мај 1978) је немачко-америчка порнографска глумица и модел.

## Каријера
Каријеру је започела 1999. године позирањем за еротске часописе, након чега добија улогу у филму University Coeds 18 којим започиње каријеру порно глумице. Године 2001. потписала је уговор са студиом Vivid Entertainment.
Године 2011. фотографисала се за часопис Пентхаус и исте године је била изабрана за љубимицу Пентхауса за месец јун. Наступила је у више од 150 порно-филмова.

## Награде
- 2001. Hot D'Or Cannes - Best American New Starlet
- 2003. AVN Awards for „Best Renting Title of the Year, Briana Loves Jenna
- 2003. Best Selling Title of the Year, Briana Loves Jenna
- 2009. AVN Hall of Fame inductee